# Feröer közigazgatása

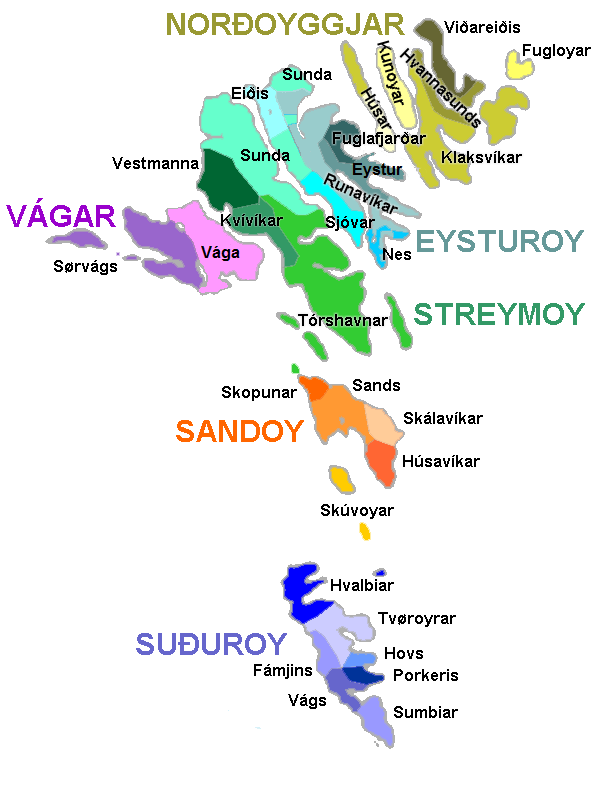
Feröer régiói és községei

Feröer közigazgatása alapvetően kétszintű: az országos szint mellett csak a községek rendelkeznek választott önkormányzattal. Az ország kis mérete miatt köztes szint nincsen, a régiók csak hagyományos földrajzi egységek, amelyek ugyan ma is néhány közfeladat megszervezésének területi egységei, de csak az országos szervek dekoncentrált szervei jelennek meg ezen a szinten.

## Községek
Feröer közigazgatásilag 30 községre (kommuna, helyi önkormányzattal rendelkező közigazgatási egység) oszlik. Ezek általában több települést foglalnak magukban, így a 30 községben összesen mintegy 120 település található. 2004-ig 48, 2008-ig 34 község volt, de számuk az összeolvadások következtében csökken.

## Régiók
Hagyományosan van hat földrajzi régió (sýslur) is, amelyek ma már csak rendőrségi körzetek, de továbbra is élnek a köztudatban. Ezek a régiók nagyrészt a főbb szigeteknek és szigetcsoportoknak felelnek meg.

### Választási körzetek
Választásokat három szinten tartanak: a községekben, Feröeren (a Løgting képviselőit) és Dániában (a Folketingbe két képviselőt delegál Feröer). 2007-ig hét választási körzet volt, melyek megegyeztek a régiókkal azzal a különbséggel, hogy Streymoy régió egy északi és egy déli körzetre oszlott – ezeket azonban összevonták, így ma egész Feröer egy választókörzetet alkot.